# Мерджинень (Бакеу)
Мерджинень, Мерджинені (рум. Mărgineni) — село у повіті Бакеу в Румунії. Входить до складу комуни Мерджинень.
Село розташоване на відстані 246 км на північ від Бухареста, 5 км на захід від Бакеу, 84 км на південний захід від Ясс, 141 км на північний схід від Брашова.

## Населення
За даними перепису населення 2002 року у селі проживали 3198 осіб, з них 3196 осіб (99,9%) румунів. Рідною мовою 3197 осіб (> 99,9%) назвали румунську.